# Уорринер, Тодд
Тодд Итон Уорринер (англ. Todd Eaton Warriner; 3 января 1974, Бленхейм, Онтарио, Канада) — канадский профессиональный хоккеист, левый крайний нападающий. Выступал в НХЛ и чемпионатах Финляндии, Швейцарии и Германии. Серебряный призёр Зимней Олимпиады 1994 года.

## Игровая карьера
Был задрафтован «Квебек Нордикс» под общим 4-м номером в 1992 году, однако так и не сыграл за эту команду ни одного матча. Выступал за команды НХЛ, АХЛ и ОХЛ. Часть карьеры провёл в Финляндии, Швейцарии и Германии.
20 февраля 1999 года в составе «Мейпл Лифс» стал автором первой шайбы в истории Эйр Канада Центра.
В составе сборной Канады выиграл серебряные медали на Олимпиаде в Лиллехаммере, а в 2005 году стал победителем Кубка Германии.
Завершил карьеру в 2009 году. С 2012 года работает комментатором на матчах команды «Уинсор Спитфайрз». Был помощником тренера в «Бленхейм Блейдс» и Уинсорском университете.

## Факты
В 2010 году вместе с Изабель Брассёр участвовал во втором сезоне реалити-шоу «Битва коньков» (англ. Battle of Blades). Пара заняла третье место.